# Gauliga Niederrhein 1935/36
Die Gauliga Niederrhein 1935/36 war die dritte Spielzeit der Gauliga Niederrhein im Fußball. Die Meisterschaft wurde in dieser Saison im Rundenturnier mit zehn Mannschaften ausgetragen. Die Gaumeisterschaft sicherte sich zum ersten Mal Fortuna Düsseldorf mit fünf Punkten Vorsprung vor dem VfL Benrath. Damit qualifizierten sich die Düsseldorfer für die deutsche Fußballmeisterschaft 1935/36, bei der Düsseldorf erst im Finale knapp dem 1. FC Nürnberg mit 1:2 nach Verlängerung unterlagen und deutscher Vizemeister wurden. Die Abstiegsränge belegten VfL Borussia München-Gladbach und Union 02 Hamborn. In der Aufstiegsrunde setzten sich der TSV Duisburg 99 und der SSV Elberfeld durch.

## Abschlusstabelle
| Pl. | Verein                        | Sp. | S  | U | N  | Tore    | Quote | Punkte |
| --- | ----------------------------- | --- | -- | - | -- | ------- | ----- | ------ |
| 1.  | Fortuna Düsseldorf            | 18  | 12 | 3 | 3  | 040:170 | 2,35  | 27:90  |
| 2.  | VfL Benrath (M)               | 18  | 8  | 6 | 4  | 033:230 | 1,43  | 22:14  |
| 3.  | Rot-Weiß Oberhausen           | 18  | 10 | 1 | 7  | 026:170 | 1,53  | 21:15  |
| 4.  | SV Hamborn 07                 | 18  | 8  | 4 | 6  | 029:260 | 1,12  | 20:16  |
| 5.  | TuRU Düsseldorf (N)           | 18  | 9  | 1 | 8  | 031:250 | 1,24  | 19:17  |
| 6.  | Preussen Krefeld              | 18  | 8  | 2 | 8  | 041:400 | 1,03  | 18:18  |
| 7.  | Duisburger FV 08              | 18  | 8  | 2 | 8  | 028:360 | 0,78  | 18:18  |
| 8.  | Schwarz-Weiß Essen            | 18  | 4  | 4 | 10 | 030:390 | 0,77  | 12:24  |
| 9.  | VfL Borussia München-Gladbach | 18  | 5  | 2 | 11 | 024:420 | 0,57  | 12:24  |
| 10. | Union 02 Hamborn (N)          | 18  | 4  | 3 | 11 | 020:370 | 0,54  | 11:25  |

| (M) | Titelverteidiger               |
| (N) | Aufsteiger aus der Bezirksliga |

## Aufstiegsrunde

### Gruppe A
| Pl. | Verein              | Sp. | S | U | N | Tore    | Quote | Punkte |
| --- | ------------------- | --- | - | - | - | ------- | ----- | ------ |
| 1.  | SSV Elberfeld       | 4   | 2 | 1 | 1 | 007:600 | 1,17  | 05:30  |
| 2.  | Rhenania Würselen a | 4   | 2 | 0 | 2 | 008:800 | 1,00  | 04:40  |
| 3.  | VfB 03 Hilden       | 4   | 1 | 1 | 2 | 007:800 | 0,88  | 03:50  |

### Gruppe B
| Pl. | Verein           | Sp. | S | U | N | Tore    | Quote | Punkte |
| --- | ---------------- | --- | - | - | - | ------- | ----- | ------ |
| 1.  | TSV Duisburg 99  | 4   | 4 | 0 | 0 | 011:200 | 5,50  | 08:0   |
| 2.  | VfB Speldorf     | 4   | 1 | 0 | 3 | 006:700 | 0,86  | 02:60  |
| 3.  | SpVg Odenkirchen | 4   | 1 | 0 | 3 | 003:110 | 0,27  | 02:60  |